# 柯掄
柯抡，号健庵，湖北兴国州人。清朝政治人物，同进士出身。

## 生平
同治二年（1863年）癸亥恩科三甲进士。同治十二年（1873年）任福建邵武府建宁县知县。当时建宁几经战火，土地荒芜，人民贫困。柯抡到任之后，轻装简从，每次外出，由二差役开路，且各扛一牌，上书“愿闻己过”和“求通民情”。不久，历年积案清理一空。还曾创立义塾于奎星阁东。不久因不逢迎上级被撤职。走时宦橐萧然，绅民自发相送。后总督李鹤年以“閩省第一賢員”上奏，免補本班，以同直隸州即行補用。